# مایکل والزر
مایکل لابان والزر (زادهٔ ۱۹۳۵) نظریه‌پرداز سیاسی و روشن‌فکر اجتماعی اهل آمریکاست. او که استاد بازنشستهٔ افتخاری در مؤسسهٔ مطالعات پیشرفته (IAS) در پرینستون، نیوجرسی است سردبیر بازنشستهٔ دیسنت است، مجله‌ای روشن‌فکری که او در سال‌های تحصیل در دانشگاه براندیس به آن پیوسته بود. والزر کتاب‌ها و مقالاتی در زمینه‌های مختلف - اغلب در اخلاق سیاسی - ازجمله جنگ‌های عادلانه و ناعادلانه، ملی‌گرایی، قومیت، صهیونیسم، عدالت اقتصادی، نقد اجتماعی، رادیکالیسم، مدارا، و الزام سیاسی نوشته‌است. او همچنین یکی از سردبیران نیو ریپابلیک است. والزر تا به امروز ۲۷ کتاب نوشته و بیش از ۳۰۰ مقاله، جستار و نقد کتاب در دیسنت، نیو ریپابلیک، نقد کتاب نیویورک تایمز، نیویورکر، نیویورک تایمز، هارپر، و بسیاری دیگر از مجلات علوم فلسفی و سیاسی منتشر کرده‌است.

## سال‌های جوانی و تحصیل
والزر در ۳ مارس ۱۹۳۵ در یک خانوادهٔ یهودی متولد شد. او در سال ۱۹۵۶ با مدرک لیسانس هنر از دانشگاه براندیس فارغ‌التحصیل شد. سپس با کمک‌هزینهٔ تحصیلی برنامهٔ فولبرایت در دانشگاه کمبریج تحصیل کرد (۱۹۵۶–۱۹۵۷) و رسالهٔ دکتری خود را در دانشگاه هاروارد به پایان رساند و در سال ۱۹۶۱ مدرک دکتری فلسفهٔ دولتی خود را زیر نظر ساموئل بیر دریافت کرد.

## اندیشه‌ها
والزر از نظر اندیشه متعلق به جناح چپ سیاست آمریکاست و در آثارش نگرش کثرت‌گرایانه به سیاست و اخلاق در کانون توجه است. اغلب، مایکل والزر را، در کنار السدیر مک‌اینتایر و مایکل سندل، از پشتیبانان اصلی موضع اجتماع‌گرایی در نظریهٔ سیاسی به‌شمار می‌آورند. والزر هم مانند مک‌اینتایر و سندل با این عنوان کنار نمی‌آید. درعین‌حال، مدت‌هاست که استدلال می‌کند بنیان نظریهٔ سیاسی باید بر سُنَن و فرهنگ جوامع منفرد و به‌خصوص باشد، و با آنچه خود آن را انتزاع بیش‌ازحد فلسفهٔ سیاسی می‌خواند مخالفت می‌ورزد. مهم‌ترین مشارکت فکری او انتشار جنگ‌های عادلانه و ناعادلانه (۱۹۷۷) است که بر احیای نظریهٔ جنگ مشروع اشتمال دارد، نظریه‌ای که ضمن پافشاری بر اهمیت «اخلاق» در زمان جنگ صلح‌جویی را مردود می‌شمارد. نظریهٔ «برابری پیچیده» دال بر آن است که معیار برابری عادلانه یک خیر مادی یا اخلاقی منفرد نیست و عدالت برابری‌خواهانه ایجاب می‌کند که هر کالایی براساس معنای اجتماعی آن توزیع شود و هیچ خیری (ازقبیل پول یا قدرت سیاسی) نباشد که بتواند بر روند توزیع کالاها در حوزه‌های دیگر سلطه یابد یا این روند را برهم زند. همچنین، مطابق این نظریه، عدالت اساساً یک معیار اخلاقی در ملل و جوامع منفرد و به‌خصوص است، نه معیاری که بتوان آن را در ابعاد جهانی انتزاع کرد.
او در کتاب درباب مدارا نمونه‌های گونه‌گونی از مدارا در موقعیت‌های گونه‌گون را وصف می‌کند، ازجمله امپراتوری‌های چندملیتی نظیر رم، ملت‌ها در جامعهٔ بین‌المللی گذشته و امروز، دموکراسی‌های هم‌زیستی‌گرا مانند سوئیس، دولت‌های ملی همچون فرانسه، جوامع مهاجر ازقبیل آمریکا. او کتاب خود را با تشریح این دیدگاه پست‌مدرن به‌پایان می‌رساند که فرهنگ‌های مختلف در یک ملت مهاجر چندان در هم آمیخته‌اند و با یکدیگر پیوند بسته‌اند که در آن‌ها مدارا امری درون‌خانوادگی شده‌است

## آثار
عزت‌الله فولادوند دراین‌باره نوشته‌است:
معروف‌ترین کتاب والتسر جنگ‌های عادلانه و ناعادلانه است که در آن قانون جنگ از جهات فلسفی و اخلاقی و حقوق بین‌الملل مورد بحث و موشکافی قرار می‌گیرد. از دیگر کتاب‌های مهم او حیطه‌های عدالت، تفسیر و نقد اجتماعی، صحبت نقادان، پلورالیسم و عدالت و برابری، استدلال‌های چپ، عقل و سیاست و هیجان، و بالأخره دربارهٔ مدارا است که از زمان انتشار (۱۹۹۷) به بیست زبان ترجمه شده‌است.

### ترجمه به‌فارسی
- تفسیر و نقد اجتماعی (۱۳۸۷). ترجمهٔ مرتضی بحرانی. تهران: پژوهشکدهٔ مطالعات فرهنگ و اجتماعی.
- حوزه‌های عدالت: در دفاع از کثرت‌گرایی و برابری (۱۳۸۹). ترجمهٔ صالح نجفی. تهران: ثالث.
- درباب مدارا (۱۳۸۷). ترجمهٔ صالح نجفی. تهران: نشر و پژوهش شیرازه.
- فربه و نحیف: خاستگاه هنجارهای اخلاقی (۱۳۸۹). ترجمهٔ صادق حقیقت و مرتضی بحرانی. تهران: پژوهشکدهٔ مطالعات فرهنگ و اجتماعی.

## زندگی شخصی
والزر با جودیت بورودوفکو والزر ازدواج کرده‌است. آن‌ها دو دختر دارند: سارا استر والزر (زادهٔ ۱۹۶۱) و ربکا لی والزر (زادهٔ ۱۹۶۶). والزرها صاحب چهار نوه هم شده‌اند که جوزف و کاتیا بارت و جولز و استفان والزر-گلدفلد نام دارند.
والزر برادر بزرگ‌تر جودیت والزر لیویت، مورخ، است.